# Out of Control Tour
Out of Control Tour – piąta trasa koncertowa brytyjskiego girlsbandu Girls Aloud. Trasa rozpoczęła się 24 kwietnia 2009 roku a zakończyła 6 czerwca 2009 roku. Łącznie Girls Aloud zagrały 32 koncerty.

## Historia
Plany na temat trasy koncertowej zostały ujawnione w listopadzie 2008 roku. 14 listopada 2008 roku ruszyła sprzedaż biletów na ogłoszone wtedy koncerty.

## Lista utworów

### Akt 1
Scena Główna
- The Promise
- Love Is The Key
- Biology
- Miss You Bow Wow

### Akt 2
- The Loving Kind
- Waiting
- Love Machine
- Rolling Back The Rivers

### Akt 3
Scena B
- Untouchable
- Sexy! No No No...
- Broken Strings*
- Love Is Pain
- Call The Shots

### Akt 4
Scena Główna
- Revolution in the Head
- Sound of the Underground
- Fix Me Up / Womanizer
- Something Kinda Ooooh

### Akt 5
- Medley (The Show, Wake Me Up, Jump, No Good Advice, Can’t Speak French)
- The Promise (Reprise)

Podczas koncertów w Dublinie nie wykorzystano sceny B, standardowo na wiszącej platformie zespół wykonał utwór "Untouchable" kierując się ku środkowi areny po czym wyjątkowo "Broken Strings" podczas powrotu na właściwą scenę na której wykonane zostały pozostałe utwory poczynając od Sexy! No No No...

## Daty
- 24 kwietnia 2009 – Manchester – MEN Arena
- 25 kwietnia 2009 – Sheffield – Sheffield Arena
- 26 kwietnia 2009 – Londyn – 02 Arena
- 28 kwietnia 2009 – Belfast – Odyssey Arena
- 29 kwietnia 2009 – Belfast – Odyssey Arena
- 30 kwietnia 2009 – Belfast – Odyssey Arena
- 2 maja 2009 – Dublin – The O2
- 3 maja 2009 – Dublin – The O2
- 5 maja 2009 – Newcastle – Metro Radio Arena
- 6 maja 2009 – Newcastle – Metro Radio Arena
- 8 maja 2009 – Glasgow – SECC
- 9 maja 2009 – Glasgow – SECC
- 11 maja 2009 – Nottingham – Trent FM Arena
- 12 maja 2009 – Nottingham – Trent FM Arena
- 13 maja 2009 – Sheffield – Sheffield Arena
- 15 maja 2009 – Sheffield – Sheffield Arena
- 16 maja 2009 – Manchester – MEN Arena
- 17 maja 2009 – Manchester – MEN Arena
- 19 maja 2009 – Liverpool – Echo Arena
- 20 maja 2009 – Birmingham – National Indoor Arena
- 21 maja 2009 – Birmingham – National Indoor Arena
- 23 maja 2009 – Londyn – O2 Arena
- 24 maja 2009 – Londyn – O2 Arena
- 26 maja 2009 – Londyn – Wembley Arena
- 27 maja 2009 – Londyn – Wembley Arena
- 29 maja 2009 – Manchester – MEN Arena
- 30 maja 2009 – Glasgow – SECC
- 1 czerwca 2009 – Birmingham – National Indoor Arena
- 2 czerwca 2009 – Liverpool – Echo Arena
- 3 czerwca 2009 – Liverpool – Echo Arena
- 5 czerwca 2009 – Newcastle – Metro Radio Arena
- 6 czerwca 2009 – Newcastle – Metro Radio Arena

## SupportColdplay
- 18 września 2009 – Londyn – Wembley Arena
- 19 września 2009 – Londyn – Wembley Arena

## Live at O2 Arena
8 sierpnia 2009 roku w brytyjskiej telewizji na kanale SKY1 odtworzono fragmenty koncertu z O2 Arena z 24 maja 2009 roku. Zespół zapowiedział, że pojawi się również DVD z całym zapisem koncertu oraz materiałem zza kulis.